# Steelrage
SteelRage es una banda chilena de heavy metal. Precursores del estilo power metal chileno a finales de la década de los 90's. Comienzan en 1994 bajo el nombre de Disorder una banda thrash metal pero poco a poco fueron cambiando de estilo hasta consolidarse como una de las primeras bandas de heavy metal en Chile.

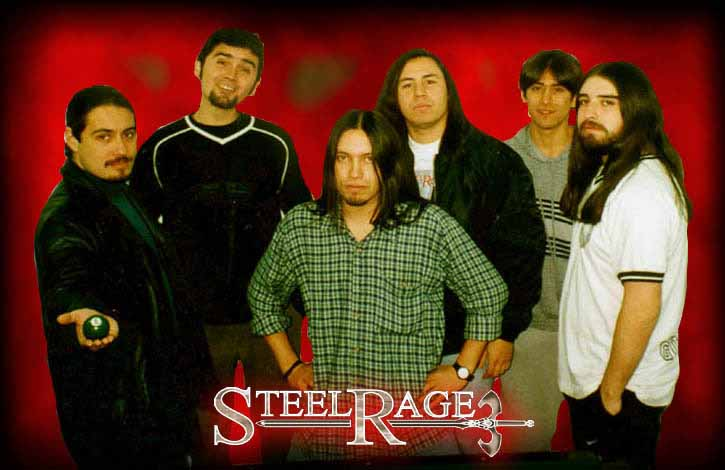
SteelRage 1999

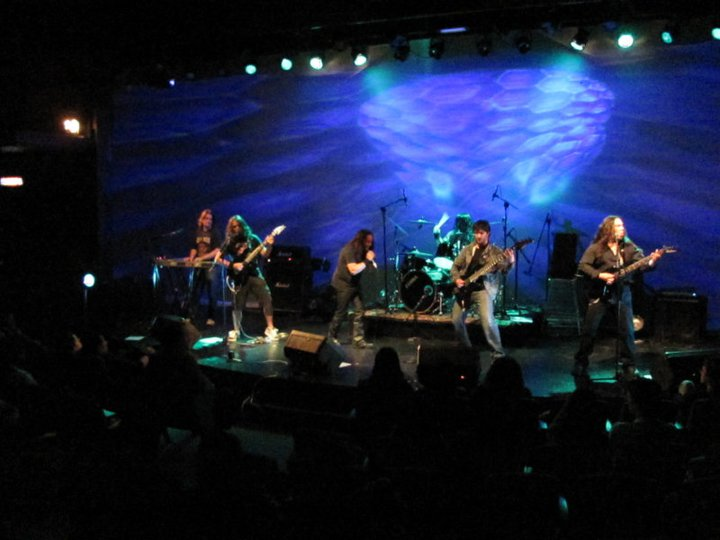
Steelrage en vivo

## Historia
Los inicios de la banda se remontan a comienzos de la década de los 90's, cuando Patricio Solar y Melvin Poblete, crean lo que sería Disorder con la participación de Julio Díaz en el bajo y Francisco Vera en batería.
El año 1998 terminan con el proyecto thrash metal de Disorder para crear una banda de heavy metal que llamarían SteelRage, para ello reclutan en la voz a Oliver Monterrosa y luego a Alejandro Bustamante en teclados, con esta formación graban su primer EP de 6 canción llamado "I swear revenge"en los estudios de Francisco Straub. Más tarde Oliver Monterrosa y Julio Díaz dejan la banda y se incorporan Jaime Contreras en la voz y Christian Willembrinck en el bajo.
El año 2003 SteelRage lanza su primer larga duración llamado "Engraved in steel", placa que consta de 9 tracks en los que destacan las canciones "We'll never give up", "Red line", "From the mist" entre otras.
Nuevo disco y alineación.
En 2007, la banda vuelve a los estudios, esta vez para grabar su tercer trabajo llamado "Double Life". Para este disco se suman a la banda el baterista Franz Strauss, el bajista José Tomás Montecinos, y el tecladista Pascal Coulon.
Nuevos cambios.
En 2010 ingresa el baterista Rodrigo Villena y Sebastian Coulon en el bajo. durante este año la banda graba un EP de 5 canciones titulado "Sacrifice" que distribuye gratuitamente a través de Internet. 
El 18 de abril de 2015, la banda lanza al mercado su tercer larga duración "All In" que cuenta ya con dos singles "My Dark Passenger " y "No More Excuses"
En abril de 2016 SteelRage en nominado en la Categoría Mejor artista Metal de los Premios Pulsar por su larga duración "All in"
Para fines de 2016, específicamente el 24 de noviembre, SteelRage estrena el videoclip de la canción "Sangre y Libertad", composición que formará parte de la banda sonora de la película "Libertad" de Ariel Rafalowski. El clip fue filmado en la ex cárcel de Buin y dirigido por Boris Varela, Cristián Ávila en la dirección de fotografía y Víctor Lizama en la producción.
Hiato y retorno.
Luego de una pausa de un año, la banda comienza de a poco a retomar actividad desde finales del año 2018. De los integrantes originales, solamente Patricio Solar permanece. 
Para esta nueva etapa se suman los músicos Mauro Valencia (ex-La Pilsen Doble Trío, Volumen 11) en guitarras, Julio Soto (ex-Angeluz) en bajo y David Plaza Rementeria (ex-Triboulet, Volumen 11) en baterías.
Una pérdida y nuevos tiempos.
Durante el 16 de octubre de 2022, debido a complicaciones cardíacas, el ex guitarrista Melvin Poblete pierde la vida a los 45 años. Esta desgracia afectó mucho a la banda y círculo cercano a ellos, pues seguían en contacto aun cuando este ya no era integrante activo.
A fines del mismo año, debido únicamente a asuntos laborales pues en Chile aún es complicado vivir del arte, el músico Mauro Valencia tuvo que dejar la alineación, siendo reemplazado por Mario Escárate (ex-La Pilsen Doble Trío) en guitarras, quien posteriormente seria reemplazado por Francisco Pérez (Thunderage).

## Miembros
- Jaime Contreras – voz
- Patricio Solar – guitarra
- Francisco Perez – guitarra
- Pascal Coulon – teclado
- Julio Soto – bajo
- David Plaza Rementeria – batería

## Exmiembros
- Oliver Monterrosa - voz
- Melvin Poblete – guitarra
- Hugo Sánchez – guitarra
- Alejandro Bustamante – teclado
- Julio Díaz – bajo
- Christian Willembrinck – bajo
- José Tomás Montecinos – bajo
- Sebastián Coulon – bajo
- América Soto – bajo
- Franz Strauss – batería
- Francisco Vera – batería
- Mauro Valencia Troncoso – guitarra
- Mario Escárate - guitarra

## Discografía
- 1999 - I Swear Revenge (EP)
- 2003 - Engraved in Steel
- 2008 - Double Life
- 2011 - Sacrifice (EP)
- 2015 - All In
- 2016 - Sangre y Libertad (Single)
- 2020 - I Swear Revenge re-versión (Single)

- Datos: Q6133871
- Multimedia: Steelrage / Q6133871